# Paschim Jitpur
Paschim Jitpur là một thị trấn thống kê (census town) của quận Jalpaiguri thuộc bang Tây Bengal, Ấn Độ.

## Nhân khẩu
Theo điều tra dân số năm 2001 của Ấn Độ, Paschim Jitpur có dân số 13.389 người. Phái nam chiếm 51% tổng số dân và phái nữ chiếm 49%. Paschim Jitpur có tỷ lệ 70% biết đọc biết viết, cao hơn tỷ lệ trung bình toàn quốc là 59,5%: tỷ lệ cho phái nam là 76%, và tỷ lệ cho phái nữ là 64%. Tại Paschim Jitpur, 11% dân số nhỏ hơn 6 tuổi.